# Берёзовский (Амурская область)
Берёзовский — упразднённый посёлок в Зейском районе Амурской области России. Исключен из учётных данных в 1974 году.

## География
Посёлок располагался у северного берега озера Огорон, на расстоянии примерно 7 километров (по прямой) к юго-западу поселка Огорон.

## История
Решением Амурского исполкома от 7 июня 1974 года № 253, посёлок Берёзовский исключен из учётных данных как несуществующий.